# Oskar Back
Oskar Back   (Viena, 9 de juny de 1879 - Anderlecht, 3 de gener de 1963) va ser un conegut violinista i pedagog neerlandès. Va ensenyar al Conservatori d'Amsterdam durant 42 anys, i també va tenir una important carrera docent anterior a Bèlgica.

## Biografia
Oskar Back va néixer a Viena, Àustria, fill de pares hongaresos. Va estudiar per primera vegada amb Jakob Grün a l'Acadèmia de Música de Viena, guanyant la Medalla d'Honor als 16 anys. Després va anar a Bèlgica per estudiar amb Eugène Ysaÿe i César Thomson al Conservatori Reial de Brussel·les.
Tot i que tenia una tècnica excel·lent, va patir un debilitant ensenyament escènic, la qual cosa significava que era el més adequat per ensenyar. Només una vegada es va aventurar a un escenari públic per a un concert, a Scheveningen el 17 de gener de 1908, amb l'Orquestra Filharmònica de l'Haia dirigida per Henri Viotta.
Va ensenyar per primera vegada al Conservatori de Brussel·les el 1898, substituint inicialment a César Thomson, que sovint concertava. Més tard va ser nomenat per a un lloc docent per dret propi. Es va casar amb Maria Anthonia Vermeer el 1906. Van tenir un fill i una filla. Es van divorciar el 1923.
Va deixar Bèlgica el 1919, ja que hi havia trobat la vida difícil durant la Primera Guerra Mundial com a ciutadà austrohongarès enmig de les forces alemanyes. Es va establir a Amsterdam, Països Baixos, on va entrenar els violinistes de l'Orquestra Concertgebouw, i fins i tot es va incorporar a ell mateix de vegades. Va ensenyar al Conservatori d'Amsterdam des del 1921 fins a la seva mort el 1963. També va ensenyar al Conservatori de Rotterdam i va tenir estudiants privats. El 1935 es va convertir en ciutadà neerlandès.
Durant la invasió alemanya dels Països Baixos a la Segona Guerra Mundial, per rebutjar els documents d'identitat falsos, es va veure obligat a produir documents que demostressin que no tenia cap herència jueva i se li va permetre continuar les seves activitats.
Entre els seus estudiants hi havia Alma Moodie, Herman Krebbers, Emmy Verhey, Theo Olof, Davina van Wely i altres. La reina Elisabet de Bèlgica també va tenir lliçons amb ell. Va defensar els exercicis d'Otakar Ševčík, però també va animar els seus estudiants a adoptar un ampli repertori que no es limitava a peces virtuoses i concerts, sinó que incloïa sonates, música de cambra i repertori orquestral. També va ser descrit com "molt estricte amb els seus alumnes ... apassionat, temperat, extremadament treballador, generós i encantador", i tenia una visió formidable de la psicologia humana.
Oskar Back va participar en nombrosos jurats del concurs, com el "Queen Elisabeth Music Competition" i el "Geneva International Music Competition". Va escriure la seva pròpia cadència per al concert per a violí de Brahms en D.
Oskar Back va morir a Anderlecht, Bèlgica, el 1963, als 83 anys.

## Llegat
Tot i que no va enregistrar cap gravació, Oskar Back va establir una fundació per ajudar econòmicament a violinistes joves i amb talent en dificultats. Això va portar a Theo Olof a co-fundar el Concurs Nacional de Violí Oskar Back el 1967, que es ve celebrant als Països Baixos cada dos anys des de llavors. Està obert a violinistes holandesos d'entre 17 i 26 anys. Entre els guanyadors s'han inclòs Emmy Verhey, Jaap van Zweden i Vera Beths.